# Pavel Alekseyevich Rotmistrov
Pavel Alekseyevich Rotmistrov (tiếng Nga: Павел Алексеевич Ротмистров; 6 tháng 7 năm 1901 - 6 tháng 4 năm 1982) là một chỉ huy cao cấp của lực lượng thiết giáp Hồng quân trong Thế chiến thứ hai. Ông được biết đến nhiều với vai trò chỉ huy Tập đoàn quân xe tăng Cận vệ 5 trong trận Prokhorovka. Ông được phong quân hàm Chánh nguyên soái lực lượng thiết giáp năm 1962 và là một trong 2 quân nhân từng được thụ phong quân hàm này.

## Trước chiến tranh
Rotmistrov gia nhập Hồng quân năm 1919, và phục vụ trong Nội chiến Nga. Ông từng tham gia trấn áp Cuộc nổi dậy Kronstadt và tham chiến trong Chiến tranh Nga Xô viết - Ba Lan. Ông lần lược đảm nhiệm các chức vụ chỉ huy trung đội và sau đó là chỉ huy đại đội súng trường thuộc Trung đoàn súng trường số 31 thuộc Sư đoàn súng trường 11. Năm 1928, ông theo học tại Học viện Quân sự Frunze. Từ năm 1937 đến năm 1940, ông là giảng viên tại Học viện Quân sự Cao cấp Moskva. Tháng 5 năm 1941, ông trở thành Tham mưu trưởng Quân đoàn cơ giới 3.

## Chiến tranh vệ quốc vĩ đại
Ông chỉ huy Tập đoàn quân xe tăng cận vệ 5 trong Trận Prokhorovka trong Trận Kursk và trong Chiến dịch Bagration. Đơn vị dưới quyền chỉ huy của ông, Tập đoàn quân xe tăng cận vệ 5 đã tham gia trận chiến xe tăng khốc liệt gần Prokhorovka, chống lại cuộc tấn công bằng thiết giáp của các sư đoàn Waffen SS gồm Leibstandarte SS Adolf Hitler, Das Reich và Totenkopf. Trong trận chiến này, Rotmistrov đã ra lệnh cho các xe tăng của mình đánh cận chiến, gần như trong phạm vi chỉ 100-200 mét, nhằm hạn chế lợi thế khoảng cách hỏa lực của các xe tăng Đức. Chiến thuật này đưa đến việc hầu hết các phát súng của cả hai bên đều là trúng đích trực tiếp. Khoảng cách gần đến mức các xe tăng lần lượt bắn nhau từ trái và phải và đủ gần để các xe tăng Xô viết đâm vào xe tăng Đức để vô hiệu hóa các khẩu pháo tương đối mạnh của chúng.
Tuy liên tiếp giành được chiến thắng, Tập đoàn quân xe tăng cận vệ 5 cũng gặp phải những tổn thất nặng nề. Sau Chiến dịch Bagration, Rotimstrov bị loại khỏi quyền chỉ huy và được triệu hồi về Bộ Tổng tham mưu giữ chức Phó chủ nhiệm thiết giáp. Từ đó cho đến hết chiên tranh, ông không được phân công vào các chức vụ chỉ huy đơn vị tác chiến nữa. Ông được thăng cấp Thượng tướng vào tháng 10 năm 1943 và trở thành một trong 2 quân nhân đầu tiên được phong quân hàm Nguyên soái lực lượng thiết giáp vào tháng 2 năm 1944.

## Sau chiến tranh
Sau chiến tranh, ông là chỉ huy các lực lượng cơ giới hóa của Lực lượng Liên Xô tại Đức, sau trở thành trợ lý Bộ trưởng Quốc phòng. Ông trở thành người đầu tiên thụ phong quân hàm Chánh nguyên soái Binh chủng Thiết giáp vào ngày 28 tháng 4 năm 1962.